# Oliver Pautsch
Oliver Pautsch (* 5. August 1965 in Hilden) ist ein deutscher Schriftsteller und Drehbuchautor.

## Leben
Pautsch lebt mit seiner Frau und seinen drei Kindern in Hilden. Seit 1994 arbeitet er als freier Autor von Drehbüchern, Theaterstücken und Kurzgeschichten der Gegenwartsliteratur, vornehmlich im Bereich Psychodrama, Thriller und Kriminalroman. Seit 2003 schreibt er Kriminalromane und Sachbücher, vornehmlich Jugendliteratur.
Der Kurzfilm Ein einfacher Auftrag nach seiner Geschichte und Drehbuch wurde 1997 mit einem der begehrten Student Academy Awards der Academy of Motion Picture Arts and Sciences ausgezeichnet. Außerdem arbeitet er seit 1986 als Spezialist für Transporte von Klavieren und Flügeln.
Pautsch studierte an der Heinrich-Heine-Universität in Düsseldorf Germanistik und Medienwissenschaften und arbeitete parallel dazu in verschiedenen Berufen bei Film- und Fernsehproduktionen, bevor er mit dem Schreiben von Drehbüchern, Kurzgeschichten und Theaterstücken begann.
Sein Roman "Der Bruch" über eine schwierige Vater-Sohn Beziehung wurde auf die Liste des „White Ravens 2010“ gesetzt, die Auswahlliste der Internationalen Jugendbibliothek, München.
Seit 2007 engagiert sich Pautsch mit seinen Veranstaltungen für die Leseförderung von Kindern und Jugendlichen, hier besonders für Jungen.
Im Jahr 2010 war Oliver Pautsch der erste Stadtschreiber der Stadt Hilden.

## Werke

### Drehbuch (Auswahl)
- Grauzone. gemeinsam mit Isabel Kleefeld, Fernsehfilm der Reihe Unter Verdacht, ZDF, 2013. (Drehbeginn November 2013)
- Die falsche Frau. gemeinsam mit Isabel Kleefeld (auch Regie), Fernsehfilm der Reihe Unter Verdacht, ZDF, 2008
- Jakobs Bruder. gemeinsam mit Daniel Walta (Regisseur), Kino-Coproduktion/NDR, 2007
- Beutolomäus sucht den Weihnachtsmann. gemeinsam mit Anne Benza-Madingou, Christina Erbertz und Kai Rönnau (Kindersendung, 24 Folgen; ausgestrahlt: 2005, 2006, 2008, 2011)
- Auf der Couch. Kurzfilm, Regie: Arne Feldhusen, Produzent: Sönke Wortmann, Little Shark Entertainment, 2000
- SK Kölsch. Fernsehserie, Sat.1, eine Folge
- Die Wache. Fernsehserie, RTL, diverse Folgen
- Unter uns. Seifenoper, RTL, diverse Folgen (als Dialogautor)
- Ein einfacher Auftrag. Kurzfilm, Regie: Raymond Boy

### Romane für Erwachsene
- Die Fabry-Papiere. Kriminalroman. Emons Verlag, 2010, ISBN 978-3-89705-741-8.
- Seelentöter. Kriminalroman. Emons Verlag, 2009, ISBN 978-3-89705-674-9.
- Tödliche Stille. Kriminalroman. Emons Verlag, 2007, ISBN 978-3-89705-512-4.

### Jugend- und Kinderbücher
- Vico Drachenbruder (2). Angriff des schwarzen Drachen Arena Verlag, 2019, ISBN 978-3-401-71190-4.
- Vico Drachenbruder (1). Das Geheimnis des funkelnden Amuletts Arena Verlag, 2019, ISBN 978-3-401-71178-2.
- Mona ist weg. young thriller 01. edition5p, 2018, ISBN 978-3-8482-5648-8.
- Sherlock Holmes, der Meisterdetektiv. Das Rätsel um den schwarzen Hengst. Arena Verlag, 2018, ISBN 978-3-401-70770-9.
- Der Bruch. Jugendroman. edition5p, 2017, ISBN 978-3-7431-9084-9.
- Sie kriegen dich. young thriller 02. edition5p, 2017, ISBN 978-3-7431-3442-3.
- Sherlock Holmes, der Meisterdetektiv. Das Geheimnis des blauen Karfunkels. Arena Verlag, 2016, ISBN 978-3-401-70712-9.
- Die Jäger des Lichts: Geheimakte Edison. Rätselkrimi. Arena Verlag, 2013, ISBN 978-3-401-70010-6.
- Drachenjagd am Höllenfluss: Geheimakte T-Rex. Rätselkrimi. Arena Verlag, 2013, ISBN 978-3-401-70311-4.
- S.U.P.E.R. 02 – Helden in Gefahr. Jugendroman. Thienemann Verlag, 2011, ISBN 978-3-522-18236-2.
- S.U.P.E.R. – Mehr als ein Held. Jugendroman. edition5p (Originalausgabe Thienemann Verlag, 2010) ISBN 978-3-7386-5513-1.
- Reine Mädchensache. Sachbuch. gemeinsam mit Sandra Pautsch. Planet Girl Verlag, 2010, ISBN 978-3-522-50173-6.
- Der Bruch. Jugendroman. Thienemann Verlag, 2009, ISBN 978-3-522-20044-8.
- Doppeltes Risiko. Kriminalroman. Thienemann Verlag, 2008, ISBN 978-3-522-17899-0.
- Das Jungenlexikon. Sachbuch. Thienemann Verlag, 2007, ISBN 978-3-522-17898-3.
- Verloren im Netz. Kriminalroman. Thienemann Verlag, 2006, ISBN 3-522-17836-X.
- Sie kriegen dich. Kriminalroman. Thienemann Verlag, 2005, ISBN 3-522-17748-7.
- Mordgedanken. Kriminalroman. Thienemann Verlag, 2004, ISBN 3-522-17660-X.

### Theater
- Die Schmerzen der Krieger. uraufgeführt in Münster 2000, Theater Loco Mosquito

## Preise und Auszeichnungen
- Jakobs Bruder
  - 2007: Kinofest Lünen, Bester Film, Publikumspreis Lüdia

- Beutolomäus sucht den Weihnachtsmann
  - 2006: Robert-Geisendörfer-Preis für Buch und Produktion

- Auf der Couch
  - 2001: Friedrich-Wilhelm-Murnau-Stiftung, Bester Kurzfilm

- Ein einfacher Auftrag
  - 1997: Student Academy Awards
  - 1997: Filmfest Hamburg, PREMIERE Kurzfilmpreis
  - 1998: Newport International Film Festival, Jury Award